# 彭仲仁
彭仲仁，同济大学教授、佛罗里达大学教授，主要从事利用经济学和城市科学理论、规划技术等方面的研究工作。入选中华人民共和国教育部第八批"长江学者"特聘教授。